# ادوکسیز
ادوکسیز (انگلیسی: Advaxis) شرکت داروسازی آمریکایی است، که در سال ۲۰۰۲ تأسیس شد.